# السلطة المنظمة للنقل الحضري لولاية الجزائر
السلطة المنظمة للنقل الحضري لولاية الجزائر (المعروفة إختصارا باللاتينية AOTU-A ) هي مؤسسة جزائرية عمومية ذات طابع صناعي وتجاري تتكفل بتنظيم وتطوير وتنسيق المواصلات العمومية في ولاية الجزائر. وضعت تحت إشراف وزارة النقل الجزائرية، أنشئت بموجب مرسوم تنفيذي في 25 أبريل 2012.

## تاريخ السلطة
المرسوم التنفيذي رقم 12-190 الصادر بتاريخ 6 مارس من سنة 2012 تضمن تحديد تنظيم وسير عمل ومهام للسلطة المنظمة للنقل الحضري لولاية الجزائر. تتمتع هذه السلطة بالصيعة القانونية لمؤسسة عمومية ذات طابع صناعي وتجاري، وتتمتع بالشخصية المعنوية والاستقلال المالي، وهي تخضع لسلطة وزارة النقل الجزائرية.
المرسوم التنفيذي رقم 12-190 الصادر بتاريخ 25 أبريل من سنة 2012 تضمن إنشاء تسع سلط تنظيمية للنقل الحضري في محيط النقل الحضري لمدن الجزائر العاصمة وعنابة وباتنة وقسنطينة ومستغانم ووهران وسيدي بلعباس وسطيف وورقلة ضمن حدود ولاياتها.
بدأت السلطة المنظمة للنقل الحضري لولاية الجزائر في العمل رسميا في شهر يونيو من سنة 2015.
في سبتمبر 2019، أنشأ الاتحاد الأوروبي توأمة مالية مع السلطة المنظمة للنقل الحضري لولاية الجزائر، لمدة عامين (من 2020 إلى 2022) بقيمة مليون ومائة ألف يورو. الغرض من هذه التوأمة هو مساعدة السلطة على تعزيز مهاراتها المؤسسية وتجهيز نفسها بالطرق والأدوات لمراقبة أداء أساليب تشغيل شبكات النقل الخاصة بها. تم اختيار مركز الدراسات والخبرة حول المخاطر والبيئة والتنقل والتخطيط (المعروف إختصارا باللاتينية ب Cerema) لتنفيذ هذه التوأمة.

## مهامها
المهام الرئيسية للسلطة المنظمة للنقل الحضري لولاية الجزائر هي:
- من حيث التنظيم:
  - تطوير ومراجعة مخططات النقل الحضري لولاية الجزائر؛
  - تحديد الخطوط وشبكات النقل العام للركاب التي يجب تشغيلها؛
  - تنسيق خدمات جميع وسائط النقل العام للركاب العاملة التي تدخل في صلاحياتها الجغرافية؛
  - تطوير تدابير لتعزيز النقل بالوسائط المتعددة؛
  - تحديد سياسة التسعير؛
- من حيث التطوير:
  - تنفيذ برامج الاستثمار من حيث المعدات والبنية التحتية الخاصة بالنقل العام الحضري؛
  - تطوير هندسة النقل الحضري (التخطيط، هندسة البنية التحتية والمعدات، اقتصاديات النقل).

تمارس السلطة المنظمة للنقل الحضري لولاية الجزائر مهمة السلطة العامة نيابة عن الدولة الجزائرية والسلطات المحلية في إطار تنظيم وتخطيط ومراقبة وتسعير النقل العام في ولاية الجزائر.

## طريقة العمل
السلطة المنظمة للنقل الحضري لولاية الجزائر لديها مجلس إدارة يتألف من:
- وزير النقل أو من ينوب عنه؛
- ممثلو وزارة الداخلية والجماعات المحلية، الأشغال العمومية، العمران، التهيئة الحضرية، البيئة، الاتصالات؛
- ممثلو المجلس الشعبي الولائي بولاية الجزائر، ووالي ولاية الجزائر.

## صلاحياتها
السلطة المنظمة للنقل الحضري لولاية الجزائر مختصة في مجال النقل العام في ولاية الجزائر بما في ذلك:
- شبكات الحافلات التي تديرها مؤسسة النقل الحضري وشبه الحضري بالجزائر العاصمة (إتوزا)؛
- مترو الجزائر الذي تديره مؤسسة مترو الجزائر؛
- ترامواي الجزائر الذي تديره مؤسسة سيترام، وهي شركة تابعة لـ مؤسسة مترو الجزائر؛
- تيليفيريك الجزائر الذي تديره الشركة الجزائرية للنقل بالكابل (ETAC)، وهي شركة تابعة لـ مؤسسة مترو الجزائر؛
- شبكة السكك الحديدية في ضواحي الجزائر التي تديرها الشركة الوطنية للنقل بالسكك الحديدية (SNTF)
- خدمة النقل البحري بالجزائر العاصمة، وهي خدمة حافلات مائية تديرها مؤسسة الجزائر للعبارات وتربط الجزائر العاصمة مع عين بنيان وتيبازة وشرشال.

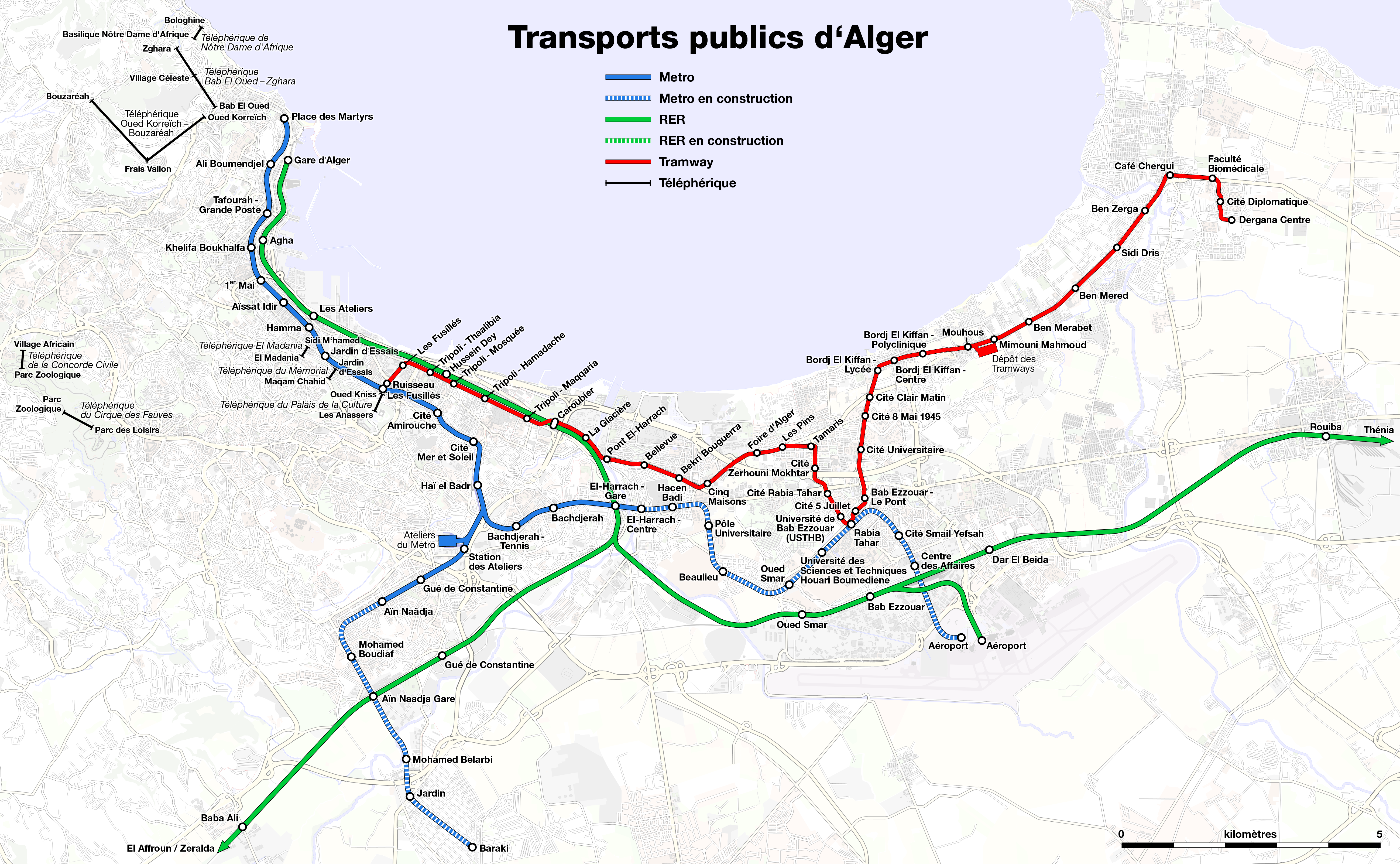
خريطة لشبكات القطارات والمترو والترامواي والتيليفيريك في الجزائر العاصمة وضواحيها.

## مقالات ذات صلة
- النقل في الجزائر
- النقل في ولاية الجزائر
- مؤسسة النقل الحضري وشبه الحضري لمدينة الجزائر
- ترامواي الجزائر
- مترو الجزائر العاصمة
- تيلفيريك مدينة الجزائر

## روابط خارجية
- موقع السلطة المنظمة للنقل الحضري لولاية الجزائر